# Psenobolus triangularis
Psenobolus triangularis är en stekelart som beskrevs av Van Achterberg och Marsh 2002. Psenobolus triangularis ingår i släktet Psenobolus och familjen bracksteklar. Inga underarter finns listade i Catalogue of Life.